# ヴァースキ

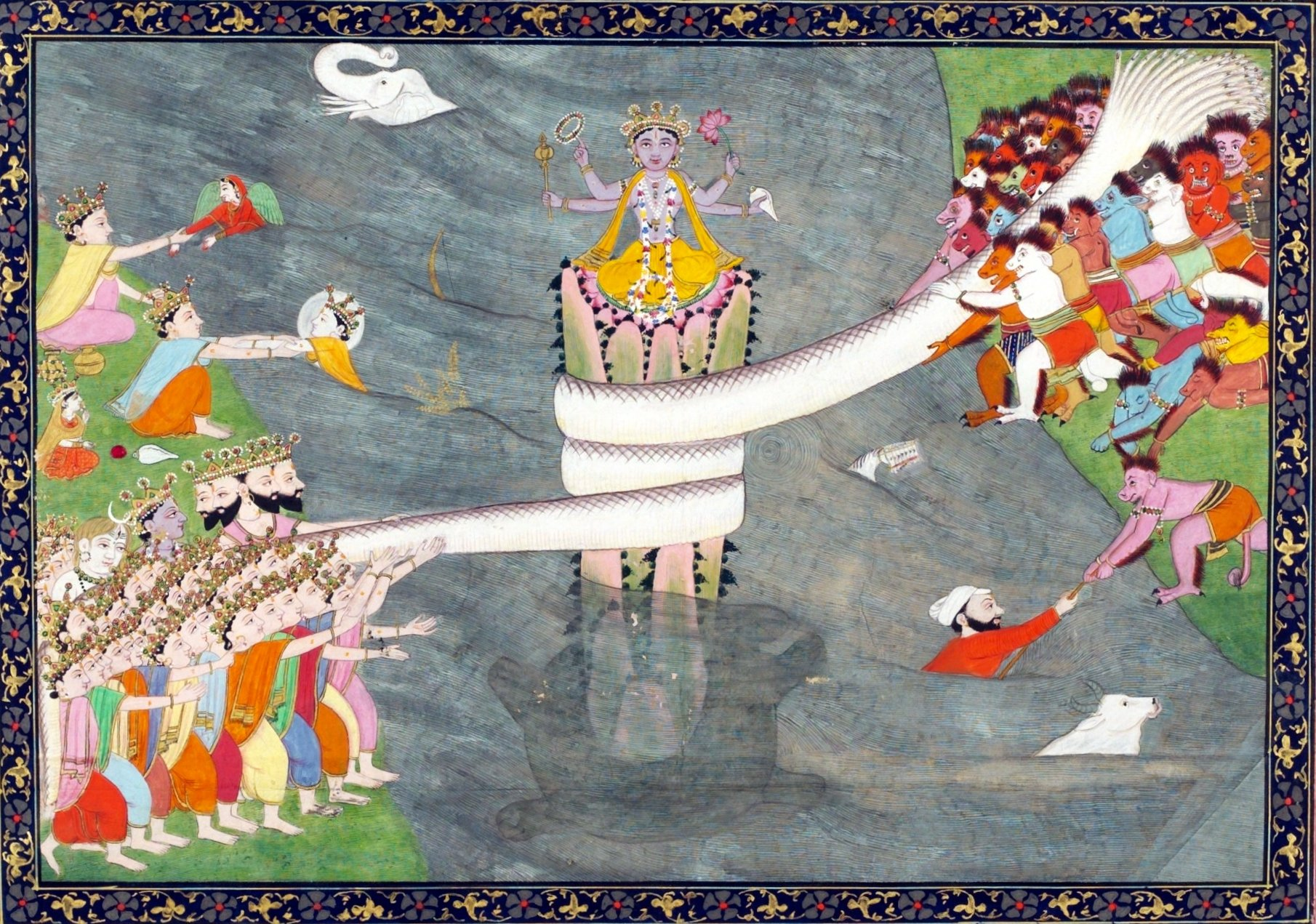
マンダラ山を回転させるための綱となったヴァースキ。

ヴァースキ (वासुकि Vāsuki) は、インド神話に登場するナーガラージャ。婆素鶏（ばすけい）とも漢語に音訳される。
地下世界パーターラの支配者で、ボーガヴァティーを都とする。長大な胴体を持ち、猛毒を有する。蛇王シェーシャ (Śeṣa) と同一視されるようになった。また、仏教に取り入れられて八大竜王の1つとなり、漢語化されて和修吉（わしゅきつ）となった。そして、日本に伝来して九頭龍大神となった。

## 概説
神話では、その長大な体がしばしば重要な役目を担っている。
乳海攪拌のときは、マンダラ山を回転させる綱の役割を果たした。しかし、あまりの苦しさに猛毒ハーラーハラを吐き出してしまい、危うく世界を滅ぼしかけた。シヴァ神はその毒を飲み込んで世界を救ったが、猛毒がシヴァ神の喉を焼いたため、首から上が青黒くなった。シヴァ神の別名ニーラカンタ（青い喉、Nīlakaṇtha）は、これに由来するという。
また、大洪水のときには、人類の祖マヌの乗る方舟が大波に流されないよう、マツヤの角と方舟の舳先を結ぶ綱を担った。